# Femme (Miró)
Femme è una scultura in bronzo di Joan Miró realizzata nel 1981 con la tecnica della cera persa ed esposta nel Vestíbulo della Casa de la Ciutat di Barcellona.

## Storia
L'opera venne realizzata nella Fundición Parellada e offerta al municipio di Barcellona nel 1983, poco prima della morte dell'artista. Da allora il sindaco Narcís Serra (PSC) cominciò a trasformare il Vestíbulo della Casa de la Ciutat in un museo d'arte aperto al pubblico, che nel tempo si andrà ampliando con numerose opere di famosi artisti. Oggi è riprodotta in varie parti del mondo